# Иванов, Александр Леонидович
Алекса́ндр Леони́дович Ивано́в (29 января 1953, Белая Калитва — 12 декабря 2012, Ростов-на-Дону) — советский футболист и российский футбольный тренер. Лучший бомбардир в истории ФК «Ростсельмаш» (ныне ФК «Ростов»).

## Биография
Воспитанник белокалитвенского футбола, тренер — Р. Д. Джавадов. Выступал за юношескую сборную Ростовской области и РСФСР.
На взрослом уровне начал выступать за команды Белой Калитвы, позднее — за ижевский «Зенит».
Лучший бомбардир в истории ФК «Ростсельмаш» (ныне ФК «Ростов»), выступал за ростовчан на протяжении 6 сезонов (1976—1978, 1983—1985), за это время провел за клуб 226 матчей, забил 105 голов.
Сезон 1979 года провел в составе клуба «Заря» Ворошиловград, таким образом в высшей лиге чемпионата СССР по футболу провел 30 матчей, забил 3 мяча.
Также выступал за «Динамо» (Ставрополь), «Атоммаш» (Волгодонск), АПК (Азов), «Шахтёр» (Шахты) и любительские коллективы.
В последние годы жизни регулярно выходил на поле в составе ветеранов ростовской команды.